# 紅十字會與紅新月會列表
各國紅十字會和紅新月會實踐國際紅十字與紅新月運動精神而成立。與ICRC及IFRC三個單位共同執行相關紅十字活動。

紅十字會和紅新月運動分佈地圖
會員國：
紅十字會
紅新月會
紅水晶（紅大衛盾是以色列使用）
非成員國：
紅十字會
紅新月會

## 紅十字活動組成
- 國際紅十字與紅新月運動
  -  紅十字國際委員會（ICRC）
  -  紅十字會與紅新月會國際聯合會（IFRC）
    - 各國紅十字會和紅新月會

## 會員
加入該會的国家协会有（附英文名称）：

### 非洲（Africa）
- 安哥拉（Angola Red Cross）
- （Baphalali Swaziland Red Cross Society）
- （Red Crescent Society of Benin）
- （Botswana Red Cross Society）
- 布吉納法索（Burkinabe Red Cross Society）
- （Burundi Red Cross）
- 喀麦隆（Cameroon Red Cross Society）
- （Red Cross of Cape Verde）
- 中非（Central African Red Cross Society）
- （Red Cross of Chad）
- （Comoros Red Crescent）
- 刚果民主共和国（Red Cross of the Democratic Republic of the Congo）
- 刚果共和国（Congolese Red Cross）
- （Red Cross Society of Côte d'Ivoire）
- （Red Crescent Society of Djibouti）
- 赤道几内亚（Red Cross of Equatorial Guinea）
- 衣索比亞（Ethiopian Red Cross Society）
- 加彭（Gabonese Red Cross Society）
- （Gambia Red Cross Society
- （Ghana Red Cross Society）
- 几内亚（Red Cross Society of Guinea）
- （Red Cross Society of Guinea-Bissau）
- （Kenya Red Cross Society）
- 賴索托（Lesotho Red Cross Society）
- 利比里亚（Liberian Red Cross Society）
- 马达加斯加（Malagasy Red Cross Society）
- 马拉维（Malawi Red Cross Society）
- （Mali Red Cross Society）
- 毛里塔尼亚（Mauritanian Red Crescent）
- 模里西斯（Mauritius Red Cross Society）
- 莫桑比克（Mozambique Red Cross Society）
- 纳米比亚（Namibia Red Cross）
- 尼日尔（Red Cross Society of Niger）
- 奈及利亞（Nigerian Red Cross Society）
- 卢旺达（Rwandan Red Cross Society）
- 聖多美和普林西比（Sao Tome and Principe Red Cross）
- 塞内加尔（Senegalese Red Cross Society）
- 塞舌尔（Seychelles Red Cross Society）
- （Sierra Leone Red Cross Society）
- （Somali Red Crescent Society）
- 南非（South African Red Cross Society）
- 南蘇丹（South Sudan Red Cross Society）
- 苏丹（Sudanese Red Crescent Society）
- 坦桑尼亚（Tanzania Red Cross National Society）
- 多哥（Togolese Red Cross Society）
- 乌干达（Uganda Red Cross Society）
- 尚比亞（Zambia Red Cross Society）
- 辛巴威（Zimbabwe Red Cross Society）

### 美洲（Americas）
- 美国（American Red Cross）
- 安地卡及巴布達（Antigua and Barbuda Red Cross Society）
- 阿根廷（Argentine Red Cross）
- 巴哈马（Bahamas Red Cross Society）
- （Barbados Red Cross Society）
- （Belize Red Cross Society）
- 玻利维亚（Bolivian Red Cross）
- 巴西（Brazilian Red Cross）
- 加拿大（Canadian Red Cross Society）
- 智利（Chilean Red Cross）
- 哥伦比亚（Colombian Red Cross Society）
- （Costa Rica Red Cross）
- 古巴（Cuban Red Cross）
- 多米尼克（Dominica Red Cross Society）
- （Dominican Red Cross）
- （Ecuadorian Red Cross）
- 格瑞那達（Grenada Red Cross Society）
- （Guatemalan Red Cross）
- （Guyana Red Cross Society）
- 海地（Haitian National Red Cross Society）
- （Honduran Red Cross）
- 牙买加（Jamaica Red Cross）
- 墨西哥（Mexican Red Cross）
- 巴拿马（Red Cross Society of Panama）
- 巴拉圭（Paraguayan Red Cross）
- 秘魯（Peruvian Red Cross）
- 圣基茨和尼维斯（Saint Kitts and Nevis Red Cross Society）
- 圣卢西亚（Saint Lucia Red Cross）
- （Saint Vincent and the Grenadines Red Cross）
- 薩爾瓦多（El Salvadorean Red Cross Society）
- 苏里南（Suriname Red Cross）
- 千里達及托巴哥（Trinidad and Tobago Red Cross Society）
- 乌拉圭（Uruguayan Red Cross）
- 委內瑞拉（Venezuelan Red Cross）

### 亚太（Asia Pacific）
- 阿富汗（Afghan Red Crescent Society）
- （Australian Red Cross）
- （Bangladesh Red Crescent Society）
- （Brunei Darussalam Red Crescent Society）
- 柬埔寨（Cambodian Red Cross Society）
- 中國（Red Cross Society of China）[註 1]
  -  香港（Hong Kong Red Cross）
  -  澳門（Macau Red Cross）
- 庫克群島（Cook Islands Red Cross）
- 斐济（Fiji Red Cross Society）
- 印度（Indian Red Cross Society）
- 印度尼西亞（Indonesian Red Crescent Society）
- 日本（Japanese Red Cross Society）
- 基里巴斯（Kiribati Red Cross Society）
- （Red Cross Society of the Democratic People's Republic of Korea）
- 大韓民國（Republic of Korea National Red Cross）
- （Laos Red Cross）
- 马来西亚（Malaysian Red Crescent Society）
- 密克羅尼西亞聯邦（Micronesia Red Cross Society）
- 蒙古国（Mongolian Red Cross Society）
- 緬甸（Myanmar Red Cross Society）
- 尼泊尔（Nepal Red Cross Society）
- 新西兰（New Zealand Red Cross）
- 巴基斯坦（Pakistan Red Crescent Society）
- 帛琉（Palau Red Cross Society）
- （Papua New Guinea Red Cross Society）
- 菲律賓（Philippine National Red Cross）
- 萨摩亚（Samoa Red Cross Society）
- 新加坡（Singapore Red Cross Society）
- 所罗门群岛（Solomon Islands Red Cross）
- 斯里蘭卡（Sri Lanka Red Cross Society）
- 泰國（Thai Red Cross Society）
- 东帝汶（Timor-Leste Red Cross Society）
- （Tonga Red Cross Society）
- （Tuvalu Red Cross Society）
- （Vanuatu Red Cross Society）
- 越南（Vietnam Red Cross Society）

### 欧洲和中亚（Europe and Central Asia）
- 阿尔巴尼亚（Albanian Red Cross）
- 安道尔（Andorra Red Cross）
- 亞美尼亞（Armenian Red Cross Society）
- 奥地利（Austrian Red Cross）
- （Red Crescent Society of Azerbaijan）
- 白俄羅斯（Belarusian Red Cross）[註 2]
- 比利时（Belgian Red Cross）
- （Red Cross Society of Bosnia and Herzegovina）
- 英国（Great British Red Cross）
- 保加利亚（Bulgarian Red Cross）
- （Croatian Red Cross）
- 賽普勒斯（Cyprus Red Cross Society）
- 捷克（Czech Red Cross）
- 丹麦（Danish Red Cross）
- 爱沙尼亚（Estonia Red Cross）
- 芬兰（Finnish Red Cross）
- 法國（French Red Cross）
- （Red Cross Society of Georgia）
- 德国（German Red Cross）
- 希腊（Greece Red Cross）
- 匈牙利（Hungarian Red Cross）
- 冰島（Icelandic Red Cross）
- 愛爾蘭（Irish Red Cross Society）
- 義大利（Italian Red Cross）
- （Kazakh Red Crescent Society）
- （Red Crescent Society of Kyrgyzstan）
- 拉脫維亞（Latvian Red Cross）
- 列支敦斯登（Liechtenstein Red Cross）
- 立陶宛（Lithuanian Red Cross Society）
- 盧森堡（Luxembourg Red Cross）
- 北馬其頓（Red Cross of The Former Yugoslav Republic of Macedonia）
- 馬爾他（Malta Red Cross Society）
- 摩尔多瓦（Red Cross Society of the Republic of Moldova）
- 摩納哥（Red Cross of Monaco）
- 蒙特內哥羅（Red Cross of Montenegro）
- 荷蘭（Netherlands Red Cross）
- 挪威（Norwegian Red Cross）
- 波蘭（Polish Red Cross）
- 葡萄牙（Portuguese Red Cross）
- 圣马力诺（Red Cross of the Republic of San Marino）
- 羅馬尼亞（Romanian Red Cross）
- 俄羅斯（Russian Red Cross Society）
- 塞爾維亞（Red Cross of Serbia）
- 斯洛伐克（Slovak Red Cross）
- 斯洛維尼亞（Slovenian Red Cross）
- 西班牙（Spanish Red Cross）
- 瑞典（Swedish Red Cross）
- 瑞士（Swiss Red Cross）
- （Red Crescent Society of Tajikistan）
- 土耳其（Turkish Red Crescent Society）
- （Red Crescent Society of Turkmenistan）
- 乌克兰（Ukrainian Red Cross Society）
- （Red Crescent Society of Uzbekistan）

### 中东和北非（Middle East and North Africa）
- 阿尔及利亚（Algerian Red Crescent）
- 巴林（Bahrain Red Crescent Society）
- 埃及（Egyptian Red Crescent Society
- 伊朗（Red Crescent Society of the Islamic Republic of Iran）
- 伊拉克（Iraqi Red Crescent Society）
- 以色列（Magen David Adom in Israel）
- 约旦（Jordan National Red Crescent Society）
- 科威特（Kuwait Red Crescent Society）
- 黎巴嫩（Lebanese Red Cross）
- 利比亞（Libyan Red Crescent）
- 摩洛哥（Moroccan Red Crescent）
- 巴勒斯坦（Palestine Red Crescent）
- （Qatar Red Crescent Society）
- 沙烏地阿拉伯（Saudi Arabian Red Crescent Society）
- 叙利亚（Syrian Arab Red Crescent）
- 突尼西亞（Tunisian Red Crescent）
- 阿联酋（Red Crescent Society of the United Arab Emirates）
- 葉門（Yemen Red Crescent Society）

## 非會員
- 中華民國（ Red Cross Society of the Republic of China）：ICRC未承認，也非會員及觀察員。
- （Red Cross Society of Eritrea）：觀察員（待承認）
- 北賽普勒斯（North Cyprus Red Crescent Society）：觀察員
- 西撒哈拉（Sahrawi Red Crescent）：觀察員（待承認）
- 馬爾他騎士團紅十字會，（Red Cross Society of the Sovereign Military Hospitaller Order of Saint John of Jerusalem of Rhodes and of Malta）：ICRC承認，但非會員及觀察員。
- 馬爾地夫（Maldives Red Crescent Society）：觀察員
- 科索沃（Red Cross of Kosovo）：ICRC未承認，也非會員及觀察員。
  - 科索沃紅十字會[3]
  - 科索沃红新月会[4]
- 罗贾瓦庫爾德紅新月會:  (Kurdish Red Crescent)：仅授权各州使用“红新月”或“红十字”符号
- 不丹: （Bhutan Red Cross Society） ：觀察員（待承認）[5]
- 马绍尔群岛紅十字會: （Marshall Islands Red Cross Society）：觀察員（待承認）[6]

瑙魯共和國、紐埃、阿曼蘇丹國、梵蒂岡城國是沒有單獨的紅十字社會組織的國際社會普遍承認的主權國家（其中瑙魯和阿曼是聯合國會員國。）。一些未被普遍承認的國家，如阿布哈茲共和國、南奧塞梯共和國、德涅斯特河沿岸摩爾達維亞共和國、索馬里蘭共和國、阿爾察赫共和國等也沒有單獨的紅十字會組織。